# Neuendettelsau
Neuendettelsau es una población que se encuentra ubicada en Franconia Media, Alemania. Neuendettelsau se ubica a 35 km de Núremberg y a 18 km al este de  Ansbach.  Posee una población de unas 7.800 personas (2006).
El pueblo posee tres escuelas. En 1947 fue creado aquí un seminario luterano (Augustana Divinity School (Neuendettelsau)). El acceso es mediante la autopista A6.